# Cleveland Charge
I Cleveland Charge sono una delle squadre di pallacanestro che militano nella NBA Development League, il campionato professionistico di sviluppo della National Basketball Association. La squadra ha sede a Cleveland nell'Ohio, negli Stati Uniti.

## Storia della franchigia
La squadra fu fondata a Huntsville, Alabama nel 2001, con il nome di Huntsville Flight, come membro fondatore della allora NBDL. La squadra finì la sua avventura in Alabama alla fine della stagione 2004-05.
Trasferiti nel Nuovo Messico diventarono gli Albuquerque Thunderbirds e proprio al loro primo anno ad Albuquerque, la squadra vince il primo ed unico Campionato NBADL, contro i Fort Worth Flyers. Nel 2010 la squadra viene rilocata a Rio Rancho, cambiando il proprio nome in New Mexico Thunderbirds.
Nel 2011 la franchigia venne acquistata dai Cleveland Cavaliers che ne spostarono la sede a Canton, e ribattezzarono la squadra Canton Charge. In seguito fu rilocata a Cleveland, prendendo la denominazione attuale.

## Squadra NBA affiliata
I Cleveland Charge sono affiliati alla seguente squadra NBA: Cleveland Cavaliers.

## Arene
- Von Braun Center (2001-2005)
- Tingley Coliseum (2005-2010)
- Santa Ana Star Center (2010-2011)
- Canton Memorial Civic Center (2011-2021)
- Wolstein Center (2021-)

## Record stagione per stagione
| Huntsville Flight        |                |                |     |     |      |                                                                                     |
| 2001-02                  |                | 5°             | 26  | 30  | 46,4 | -                                                                                   |
| 2002-03                  |                | 8°             | 22  | 28  | 44,0 | -                                                                                   |
| 2003-04                  |                | 3°             | 24  | 22  | 52,2 | vincono semifinali (Charleston) 108-100 perdono D-League Finals (Asheville) 108-106 |
| 2004-05                  |                | 3°             | 27  | 21  | 56,3 | perdono semifinali (Asheville) 90-86                                                |
| Albuquerque Thunderbirds |                |                |     |     |      |                                                                                     |
| 2005-06                  |                | 2°             | 26  | 22  | 54,2 | vincono semifinali (Florida) 80-71 vincono D-League Finals (Fort Worth) 119-108     |
| 2006-07                  | Western        | 3°             | 24  | 26  | 48,0 | perdono semifinali (Colorado) 130-100                                               |
| 2007-08                  | Southwestern   | 4°             | 22  | 28  | 44,0 | -                                                                                   |
| 2008-09                  | Southwestern   | 3°             | 24  | 26  | 48,0 | -                                                                                   |
| 2009-10                  | Western        | 7°             | 18  | 32  | 36,0 | -                                                                                   |
| New Mexico Thunderbirds  |                |                |     |     |      |                                                                                     |
| 2010-11                  | Western        | 9°             | 20  | 30  | 40,0 | -                                                                                   |
| Canton Charge            |                |                |     |     |      |                                                                                     |
| 2011-12                  | Eastern        | 4°             | 27  | 23  | 54,0 | vincono 1º turno (Springfield 2-1) perdono semifinali (Austin 2-1)                  |
| 2012-13                  | East           | 1°             | 30  | 20  | 60,0 | perdono 1º turno (Tulsa) 2-1                                                        |
| 2013-14                  | East           | 2°             | 28  | 22  | 56,0 | perdono 1º turno (Sioux Falls) 2-1                                                  |
| 2014-15                  | Atlantic       | 2°             | 31  | 19  | 62,0 | vincono 1º turno (Sioux Falls 2-1) perdono semifinali (Fort Wayne 2-0)              |
| 2015-16                  | Central        | 2°             | 31  | 19  | 62,0 | vincono 1º turno (Maine 2-0) perdono semifinali (Sioux Falls 2-0)                   |
| 2016-17                  | Central        | 3°             | 29  | 21  | 58,0 | perdono 1º turno (Raptors) 0-2                                                      |
| 2017-18                  | Central        | 4°             | 22  | 28  | 44,0 |                                                                                     |
| 2018-19                  | Central        | 4°             | 22  | 28  | 44,0 |                                                                                     |
| 2019-20                  | Central        | 2°             | 29  | 14  | 67,4 |                                                                                     |
| 2020-21                  | -              | 14°            | 5   | 10  | 33,3 |                                                                                     |
| Cleveland Charge         |                |                |     |     |      |                                                                                     |
| 2021-22                  | Central        |                |     |     |      |                                                                                     |
| Regular season           | Regular season | Regular season | 487 | 479 | 50,4 |                                                                                     |
| Play-off                 | Play-off       | Play-off       | 12  | 16  | 42,9 |                                                                                     |

## Palmarès
- Campione NBA D-League: 1

2006